# Maria Teresa Sobieska
Maria Teresa Sobieska (ur. 18 października 1673 w Gniewie, zm. 7 grudnia 1675 w Żółkwi) – królewna polska, córka Jana III Sobieskiego i Marii Kazimiery d’Arquien.

## Życiorys
Maria Teresa Sobieska urodziła się 18 października 1673 w starostwie gniewskim, gdzie jej matka przebywała w czasie wyprawy Jana Sobieskiego na wojnę polsko-turecką, jako szóste dziecko małżonków po synu i czterech córkach. W listach Jana Sobieskiego i Marii Kazimiery Maria Teresa określana była przez rodziców mianem Menone lub Menonka. Postać Menonki pojawia się w listach przyszłego króla polskiego w czasie wyprawy tureckiej, w których Jan Sobieski pisze: 

Widzę, że Menonka pochlebnica umie wkraść się w serduszko Wci, serca mego, ale na dawniejsze przecię trzeba pomnieć de la Berbilune zasługi.

Gdy ojciec Marii Teresy został królem, postanowił, żeby jednocześnie z uroczystościami koronacyjnymi, ochrzczono jego dwie córki: Marię Teresę i Adelajdę Ludwikę zwaną Berbiluną. Rodzicami chrzestnymi pierwszej z nich mieli zostać król Anglii Karol II Stuart i królowa Francji Maria Teresa. Dziewczynka zmarła jednak na kilka miesięcy przed koronacją ojca 7 grudnia 1675 w Żółkwi, nie doczekawszy wyznaczonego terminu. Śmierć ukochanej córki pogrążyła Sobieskich w głębokiej rozpaczy, którą wyrażają listy pisane przez małżonków w tym okresie. Królowa Maria Kazimiera napisała w liście do męża: 

Jestem tak bardzo załamana zmartwieniem, że chyba już nigdy nie powrócę do zdrowia. Niech Bóg pozwoli mi o tym zapomnieć.

Maria Teresa Sobieska została pochowana w kościele farnym w Żółkwi.